# USS Michael Murphy (DDG-112)
USS Michael Murphy (DDG-112) — последний из серии запланированных к 13 сентября 2002 г. 62 эсминцев УРО типа «Арли Бёрк», строительство которых было одобрено Конгрессом США. Корабль назван в честь офицера спецназа ВМС США, кавалера Медали почёта Майкла П. Мерфи. Эсминец «Michael Murphy» планируется строить на судостроительной верфи Bath Iron Works в Бате, штат Мэн. 7 сентября 2007 г. на заводе Bath's Hardings была произведена первая резка стали для USS Michael Murphy (DDG-112). 6 октября 2012 года эсминец вошёл в строй.